# 주미국 중국 대사관
주미국 중국 대사관(중국어 간체자: 中华人民共和国驻美利坚合众国大使馆, 정체자: 中華人民共和國駐美利堅合眾國大使館, 병음: Zhōnghuá Rénmín Gònghéguó zhù Měilìjiān Hézhòngguó Dàshǐguǎn, 영어: Embassy of The People's Republic of China in The United States of America)은 중화인민공화국 정부가 미국 워싱턴 D.C.에 설치한 대사관이다.

## 역사
주미국 중국 대사관의 역사는 청나라 광서제 시대로 거슬러 올라간다. 청나라는 1875년에 천란빈(陳蘭彬)을 미국 주재 청나라 공사에 해당하는 직위인 출사미국흠차대신(出使美國欽差大臣)으로 임명하면서 임무를 개시하였다. 청나라는 1877년부터 1883년까지 당시 워싱턴 D.C.에서 가장 유명했던 주소 가운데 하나인 노스웨스트 K가 1705번지에 위치한 알렉산더 로비 셰퍼드(Alexander Robey Shepherd)의 옛 고급 도시 주택을 임대하여 미국 주재 청나라 공사관으로 사용했는데 미국으로 이주한 독일의 건축가인 아돌프 클루스(Adolf Cluss)가 설계를 담당했다. 청나라는 1893년까지 듀폰트서클에 위치한 스튜어트성(Stewart's Castle)을 미국 주재 공사관으로 사용했고 우팅팡(伍廷芳)이 출사미국흠차대신으로 임명된 이후에는 미국 주재 공사관을 노스웨스트 Q가 18번지에 위치한 토머스 프랭클린 슈네이더(Thomas Franklin Schneider)의 옛 저택으로 이전했다.
1902년에는 미국 주재 청나라 공사관이 노스웨스트 19번가 2001번지에 위치한 전용 저택으로 이전했는데 와디 버틀러 우드(Waddy Butler Wood)가 설계를 담당했다. 이 건축물은 1872년에 코네티컷 애비뉴에 건립되었던 옛 미국 주재 영국 공사관이 1931년에 철거됨에 따라 외국 정부가 워싱턴 D.C.에 건립한 현존하는 건축물들 가운데 가장 오래된 건축물이 되었다. 이 건물은 1912년에 신해혁명을 계기로 청나라가 멸망하면서 미국 주재 중화민국 공사관이 되었다. 1935년에 미국 주재 중화민국 공사관이 대사관으로 승격되면서 스자오지(施肇基) 주미국 중화민국 공사 또한 대사로 격상되었다. 주미국 중화민국 대사관은 1944년에 노스웨스트 매사추세츠 애비뉴 2311번지에 건립된 옛 파너스톡 맨션(Fahnestock Mansion)으로 이전했는데 이 건물은 네이선 C. 와이에스(Nathan C. Wyeth)가 설계를 담당했다. 이 건물은 1970년대 말까지 사용되었으며 현재는 주미국 아이티 대사관으로 사용되고 있다.
1972년에 일어난 미국의 리처드 닉슨 대통령의 중화인민공화국 방문을 계기로 중화인민공화국 정부는 미국과의 외교 관계 수립을 추진했다. 이에 따라 중화인민공화국 정부는 1973년 5월에 미국 워싱턴 D.C.에 연락 사무소를 설치했는데 노스웨스트 코네티컷 애비뉴 2300번지, 2310번지에 있던 옛 아파트 2채를 연락 사무소 청사로 활용했다. 1979년 1월 1일을 기해 중화인민공화국이 미국과의 외교 관계를 수립하면서 주워싱턴 D.C. 중국 연락 사무소도 주미국 중국 대사관으로 승격되었다.
2012년에는 코네티컷 애비뉴 1922번지에 건립되어 있던 청사 정면을 제외한 옛 주미국 중국 대사관 소속 건축물들이 철거되었는데 나중에 주미국 중국 대사관 직원들을 위한 아파트로 개조되었다. 현재의 주미국 중국 대사관 청사는 2006년부터 2008년까지 건립된 인터내셔널 챈서리 센터(International Chancery Center)인데 페이 파트너십 건축사(Pei Partnership Architects)가 설계를 담당하고 건축가 I. M. 페이가 자문 위원으로 참여했다.

## 관할 구역
- 주미국 중국 대사관: 워싱턴 D.C., 델라웨어주, 아이다호주, 켄터키주, 메릴랜드주, 몬태나주, 네브라스카주, 노스캐롤라이나주, 노스다코타주, 사우스캐롤라이나주, 사우스다코타주, 테네시주, 유타주, 버지니아주, 웨스트버지니아주, 와이오밍주
- 주뉴욕 중국 총영사관: 뉴욕주, 뉴저지주, 코네티컷주, 로드아일랜드주, 매사추세츠주, 뉴햄프셔주, 버몬트주, 메인주, 펜실베이니아주, 오하이오주
- 주시카고 중국 총영사관: 일리노이주, 미시간주, 인디애나주, 미네소타주, 위스콘신주, 아이오와주, 캔자스주, 미주리주, 콜로라도주
- 주샌프란시스코 중국 총영사관: 캘리포니아주 북부 48개 군, 오리건주, 워싱턴주, 네바다주, 알래스카주
- 주로스앤젤레스 중국 총영사관: 캘리포니아주 남부 10개 군, 애리조나주, 뉴멕시코주, 하와이주, 괌, 북마리아나 제도, 아메리칸사모아
- 주휴스턴 중국 총영사관(1979년 개관, 2020년 폐쇄): 텍사스주, 오클라호마주, 루이지애나주, 아칸소주, 미시시피주, 앨라배마주, 조지아주, 플로리다주, 푸에르토리코

## 역대 주미국 중국 대사
역대 주미국 중국 대사는 1973년 5월부터 1979년 3월까지 운영된 주워싱턴 D.C. 중국 연락 사무소 시절을 포함한다.

### 주워싱턴 D.C. 중국 연락 사무소장
1. 황전 (중국어: 黄镇, 1973년 5월 29일 ~ 1977년 11월 18일)
2. 차이쩌민(중국어: 柴澤民, 1978년 8월 9일 ~ 1979년 3월 1일)

### 주미국 중국 대사
1. 차이쩌민(중국어: 柴澤民, 1978년 8월 9일 ~ 1982년 12월 27일)
2. 장원진(중국어: 章文晋, 1983년 4월 7일 ~ 1985년 4월 10일)
3. 한쉬(중국어: 韓敘, 1985년 5월 22일 ~ 1989년 8월 18일)
4. 주치전(중국어: 朱启祯, 1989년 12월 18일 ~ 1993년 3월 5일)
5. 리다오위(중국어: 李道豫, 1993년 4월 8일 ~ 1998년 2월)
6. 리자오싱(중국어: 李肇星, 1998년 3월 11일 ~ 2001년 1월 30일)
7. 양제츠(중국어: 杨洁篪, 2001년 2월 18일 ~ 2005년 3월 6일)
8. 저우원중(중국어: 周文重, 2005년 4월 3일 ~ 2010년 3월 1일)
9. 장예쑤이(중국어: 张业遂, 2010년 3월 19일 ~ 2013년 4월 9일)
10. 추이톈카이(중국어: 崔天凯, 2013년 4월 15일 ~ 2021년 6월 23일)
11. 친강(중국어: 秦刚, 2021년 7월 28일 ~ 2023년 1월 5일)
12. 셰펑(중국어: 谢锋, 2023년 5월 23일 ~ 현직)

## 도로명 주소 변경 제안
테드 크루즈 미국 공화당 상원 의원은 2014년 6월에 열린 제113차 미국 의회에서 간단한 결의안을 발의했고 프랭크 울프 미국 공화당 하원 의원도 주미국 중국 대사관의 도로명 주소를 중국의 반체제 인사인 류샤오보의 이름을 따서 바꾸자고 제안했다. 이렇게 되면 주미국 중국 대사관의 새 도로명 주소는 '류샤오보 광장 1번지(1 Liu Xiaobo Plaza)'가 된다. 그러나 두 사람 모두 미국 의회의 발의 단계에서 꼼짝 못하게 되었다. 영국 방송 협회(BBC)는 화춘잉 중화인민공화국 외교부 대변인이 미국 의원들의 움직임을 "순전한 웃음거리에 지나지 않는다."고 일축했고 "류샤오보가 중국에서 국내법을 위반한 혐의로 유죄 판결을 받았다는 중국 정부의 입장을 다시 확인했다."고 보도했다. 미국의 뉴욕 타임스는 화춘잉 대변인이 중국이 이에 대한 보복으로 주중국 미국 대사관의 도로명 주소를 바꿀 것이냐는 기자들의 질문에 대해 미소를 지으면서 "중국이 미국과 똑같은 조치를 취해야 한다고 생각하십니까?"라고 수사적으로 물었다고 보도했다. 중국의 많은 네티즌들은 인터넷에서 댓글을 달면서 중국이 바로 그렇게 할 것을 제안했는데 여기에는 "포로 학대(아부그라이브 교도소 가혹행위 사건) 거리", "에드워드 스노든 거리", "오사마 빈라덴 거리", "모니카 르윈스키 거리" 등과 같은 제안된 거리 이름이 포함되어 있었다. 또한 테드 크루즈 공화당 상원 의원은 2015년 11월 4일에 미국 의회에서 중국의 인권 문제를 놓고 다이앤 파인스타인 미국 민주당 상원 의원과의 설전을 벌였는데 다이앤 파인스타인 의원은 주미국 중국 대사관의 도로명 주소를 "류샤오보 광장 1번지"로 변경하는 법안에 반대했다.
테드 크루즈 공화당 상원 의원, 마크 메도스 공화당 하원 의원은 2016년에 열린 제114차 미국 의회에서 이러한 노력을 계속하기 위해 주미국 중국 대사관의 도로명 주소에 관한 법안을 발의했다. 2016년 2월 12일에는 미국 상원이 크루즈 의원이 발의한 법안을 통과시켰다. 하지만 미국 행정부는 2월 16일에 버락 오바마 대통령이 주미국 중국 대사관의 도로명 주소에 관한 법안에 거부권을 행사할 것이라고 밝혔다. 훙레이 중화인민공화국 외교부 대변인은 기자회견에서 "중국은 미국의 버락 오바마 행정부가 정치적인 웃음거리를 끝낼 수 있기를 희망한다."고 말했다. 2월 23일에는 미국 하원 산하 감독 및 정부 개혁 위원회가 테드 크루즈 의원이 발의한 법안을 회부했지만 미국 하원은 버락 오바마 대통령이 거부권을 행사할 수 있도록 하는 것을 허용하지 않았다.
테드 크루즈 공화당 상원 의원, 마크 메도스 공화당 하원 의원은 2017년 5월 18일에 열린 제115차 미국 의회에서 주미국 중국 대사관의 도로명 주소 변경 추진을 재개하기 위해 법안을 재발의했다. 미국의 중국계 인권 운동가 겸 목회자인 밥 푸(Bob Fu)는 류샤오보가 사망한 이후인 2017년 7월 13일에 발행된 《텍사스 트리뷴》에서 "미국의 도널드 트럼프 대통령과 함께 크루즈 의원이 발의한 법안이 제정되는 것에 훨씬 더 낙관적이다."라고 말했다.
2020년에는 미국 공화당 소속 상원·하원 의원들이 주미국 중국 대사관의 도로명 주소를 중국 후베이성 우한시에서 코로나바이러스감염증-19(코로나19, COVID-19)를 최초로 발견했다가 당국의 경고를 받았던 중국의 안과 의사이자 내부고발자인 리원량의 이름을 딴 "리원량 광장"(Li Wenliang Plaza)으로 바꾸자고 제안했다. 하지만 리원량의 아내였던 푸쉐제(付雪潔)는 "자신의 남편은 생전에 조국을 사랑했던 중국 공산당원이었다. 남편이 알았다면 그 누구도 자신의 이름을 이용하여 조국을 해치는 일을 용납하지 않았을 것이다."라면서 반대 입장을 표명했다.

## 같이 보기
- 미중 관계
- 주중국 미국 대사관
- 주미국 타이베이 경제문화대표처